# Selma Lagerlöf-sällskapet
Selma Lagerlöf-sällskapet bildades 1958, då man firade hundraårsminnet av Selma Lagerlöfs födelse. Enligt stadgarna är sällskapets syfte att befordra och understödja forskningen om Selma Lagerlöf, att publicera skrifter och att till Kungliga Biblioteket, där arkivet över Mårbacka förvaras, överlämna handskrifter och brev, som kan kasta ljus över hennes liv och hennes författargärning.
Sällskapets förste ordförande 1958 var landshövdingen i Värmland, Gustaf Nilsson. Han efterträddes 1967 av en ny värmländsk landshövding, Rolf Edberg.
Under senare år har sällskapet ägnat kraft åt att sprida kännedom om Selma Lagerlöfs verk till nya läsare, genom föredrag hos olika föreningar och genom att ordna lokala Selma Lagerlöf-arrangemang. År 2009 instiftade Centerpartiet i den tidigare ordföranden Karin Söders namn ett stipendium om 10 000 kronor som årligen från 2010 fram till 2019 ska delas ut till den som "på ett föredömligt sätt bidragit till att öka kunskapen om Selma Lagerlöf hos barn och ungdomar". Pristagaren utses av Selma Lagerlöf-sälskapet.  Karin Söder var åren 1999 - 2006 ordförande i Selma Lagerlöf-sällskapet och stipendiet kallas för Karin Söders Selma Lagerlöf-stipendium.